# 瓦夫勒尚苏福
瓦夫勒尚苏福（法語：Wavrechain-sous-Faulx，法語發音：[wavʁəʃɛ̃ su fo]）是法国上法蘭西大區北部省的一个市镇，属于瓦朗谢讷区。

## 地理
瓦夫勒尚苏福（50°16'22"N, 3°17'11"E）面积3.8 平方千米，位于法国上法蘭西大區北部省，该省份为法国最北部的省份及最长的省份，西北濒北海，西接加来海峡省，南至埃纳省和索姆省，东与比利时接壤。
与瓦夫勒尚苏福接壤的市镇（或旧市镇、城区）包括：马斯坦、布尚、马凯特昂奥斯特雷旺、帕扬库尔、瓦讷欧巴克。
瓦夫勒尚苏福的时区为UTC+01:00、UTC+02:00（夏令时）。

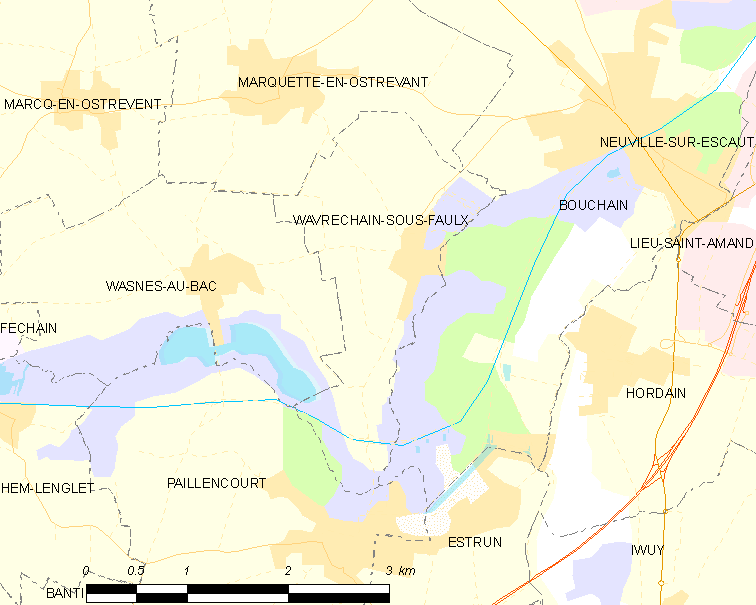
瓦夫勒尚苏福的OSM定位图

## 行政
瓦夫勒尚苏福的邮政编码为59111，INSEE市镇编码为59652。

## 政治
瓦夫勒尚苏福所属的省级选区为德南县。

## 人口

1962-2008年间瓦夫勒尚苏福人口变化图示

瓦夫勒尚苏福于2022年1月1日时的人口数量为432人。